# Thomas Price (Politiker, 1852)

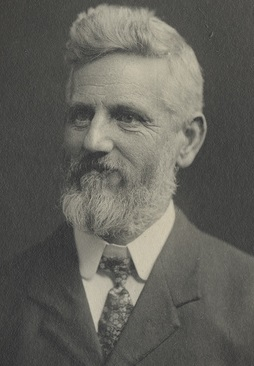
Thomas Price (1905)

Thomas „Tom“ Price (* 19. Januar 1852 in Brymbo, Wales; † 28. Mai 1909 in Mount Lofty, South Australia) war ein Politiker der Australian Labor Party (ALP) und später der National Party, der unter anderem von 1893 bis 1909 Mitglied des South Australian House of Assembly sowie von 1905 bis 1909 Premierminister von South Australia war. Er war der erste Premier dieses Bundesstaates, der von der Labor Party gestellt wurde.

## Leben

### Abgeordneter und Parteivorsitzender der Labor Party
Thomas „Tom“ Price, Sohn von John Price und dessen Ehefrau Jane Price, wurde im ländlichen Wales geboren und wuchs in Liverpool in einem verarmten Arbeiterumfeld auf. Diese Erfahrung, zusätzlich zu seiner späteren Arbeit als Maurer und Laienprediger, weckte in ihm ein tiefes Interesse an den sozialen Bedingungen im industriellen England. Diese Sorge trug er mit sich, als er 1883 nach Südaustralien kam und sich der jungen Gewerkschaftsbewegung anschloss. Als Steinmetz arbeitete er am Bau des Parliament House in Adelaide. 1891 trat er der neu gegründeten United Labour Party (ULP) bei und wurde zwei Jahre später bei der Wahl am 5. April 1893 für die ULP im Zwei-Personen-Wahlkreis Sturt als Nachfolger von William Frederick Stock erstmals zum Mitglied der South Australian House of Assembly gewählt, des Unterhauses des Parlaments von South Australia, und vertrat diesen Wahlkreis bis zu dessen Auflösung am 2. Mai 1902. In den 1890er Jahren unterstützte er die Regierung des liberalen Charles Kingston bei der Umsetzung fortschrittlicher Sozialgesetze, war jedoch der Ansicht, dass nur eine Labor-Regierung die notwendigen Reformen herbeiführen könne, um die Bedingungen der Arbeiter und Kleinbauern in South Australia deutlich zu verbessern.
Price wurde 1899 als Nachfolger von Lee Batchelor Vorsitzender der ULP und führte die Partei als Spitzenkandidat zunächst zu einem katastrophalen Abschneiden bei der Wahl am 3. Mai 1902. Bei der Wahl am 3. Mai 1902 wurde er selbst im neu geschaffenen Zwei-Personen-Wahlkreis Torrens wieder zum Mitglied der Legislativversammlung gewählt und gehörte dieser bis zu seinem Tode am 31. Mai 1909 an, woraufhin sein Mandat von seinem Parteifreund Thomas Ryan übernommen wurde. Die ULP erreichte 19,09 Prozent und verlor sechs ihrer bislang elf Sitze und stellte somit nur noch fünf der 42 Mitglieder der Legislativversammlung, die zuvor aus 54 Mitgliedern bestand. Stärkste Partei wurde zwar die konservative Australasian National League (ANL) von John Darling Jr., die 27,25 Prozent und 19 Sitze bekam, während die Liberalen unter Premier John Jenkins mit 24,26 Prozent zwölf Mandate erhielt, und trotzdem aufgrund der Unterstützung der Australasian National League weiterhin Premier blieb. Als Nachfolger von Darling wurde er zudem am 15. Juli 1904 Oppositionsführer in der Legislativversammlung.

### Premierminister von South Australia

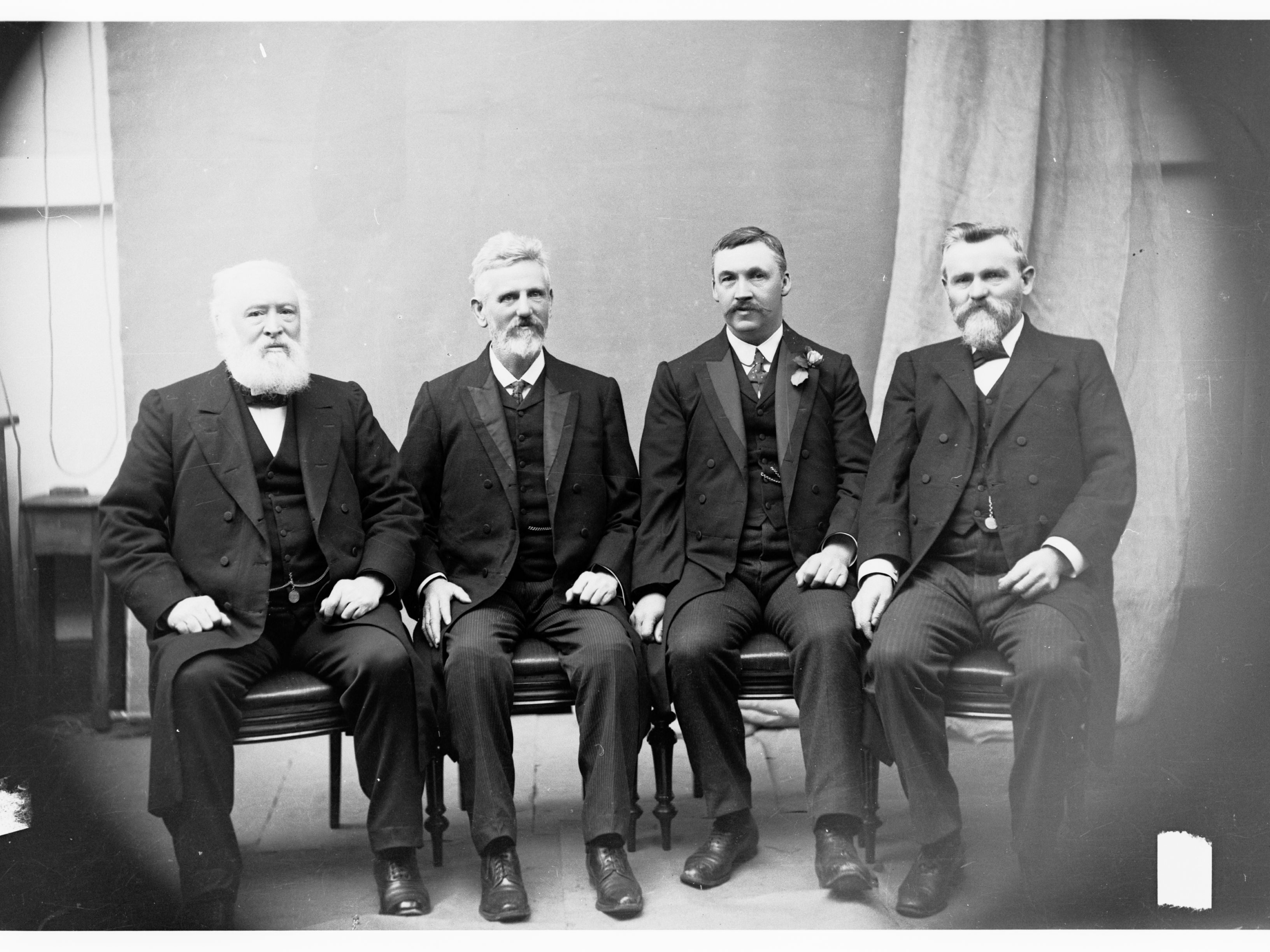
Mitglieder der Regierung Price: Andrew Kirkpatrick, Thomas Price, Archibald Peake und Laurence O’Loughlin (1905).

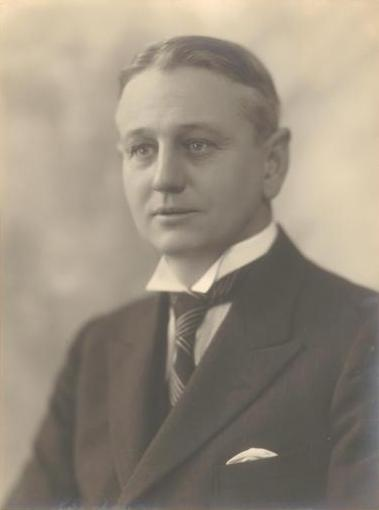
Einer der Söhne von Thomas „Tom“ Price war der Politiker John „Jack“ Price.

Bei der darauf folgenden Wahl am 27. Mai 1905 wurde die Labor Party unter Price mit 41,29 Prozent der Stimmen stärkste Fraktion und stellte 15 der 42 Abgeordneten. Daraufhin wurde Price am 26. Juli 1905 als Nachfolger des Konservativen Richard Butler neuer Premierminister von South Australia und bildete mit Unterstützung der Liberalen von Archibald Peake eine Minderheitsregierung. In seiner Regierung bekleidete er zudem zwischen dem 26. Juli 1905 und dem 31. Mai 1909 ferner die Ämter als Bildungsminister  (Minister of Education) sowie in Personalunion als Minister für öffentliche Arbeiten (Commissioner of Public Works). Es war die erste „stabile“ Labor-Regierung der Welt. Als erster Premierminister der Labor Party war er für die Verabschiedung einer moderaten Plattform sozialdemokratischer Reformen verantwortlich, darunter die Einführung einer freien staatlichen Sekundarschulbildung und Gesetze zur Verbesserung der Arbeitsbedingungen durch die Bildung von Lohnausschüssen und die Einführung eines Mindestlohns.
Bei der Wahl am 3. November 1906 wurde die Labor Party unter Price mit 44,8 Prozent wiederum stärkste Kraft, verpasste allerdings mit 20 der 42 Sitze knapp eine eigene absolute Mehrheit um zwei Mandate. Sie war daher auf die anhaltende Unterstützung der Liberalen unter Peake angewiesen, die sich als Liberal and Democratic Union formiert hatte und mit 10 Prozent der Stimmen neun Abgeordnete stellte. Die National Defence League unter dem früheren Premier Butler gewann 20,1 Prozent, aufgrund des Wahlsystems jedoch nur sieben Mandate. Die Regierung von Price gründete im Dezember 1906 außerdem den Municipal Tramways Trust, um alle Pferdestraßenbahnen in Adelaide zu kaufen. Nachdem sich sein Gesundheitszustand seit einiger Zeit verschlechtert hatte, starb Price am 28. Mai 1909 im Amt und erhielt ein Staatsbegräbnis. Daraufhin wurde Archibald Peake am 5. Juni 1909 neuer Premier.
Aus seiner 1881 geschlossenen Ehe mit Anne Elizabeth Lloyd, Tochter des Liverpooler Holzhändlers Edward Lloyd, gingen Söhne und drei Töchter hervor, darunter der Sohn John „Jack“ Price (1882–1941), der zwischen 1917 und 1925 ebenfalls Mitglied des South Australian House of Assembly, von 1925 bis 1928 Generalagent und damit Vertreter von South Australia im Vereinigten Königreich sowie zuletzt zwischen 1928 und seinem Tode 1941 Mitglied des Australischen Repräsentantenhauses war.

## Hintergrundliteratur
- T. H. Smeaton: From Stonecutter to Premier, Adelaide, 1924
- N. Ganzis: Tom Price. First Labour Premier. A Political Biography, B.A. Thesis, University of Adelaide, 1959